# Boris Ephrussi
Boris Ephrussi (russisch Борис Самойлович Эфрусси; * 9. Mai 1901 in Moskau; † 2. Mai 1979 in Paris) war ein russischstämmiger französischer Genetiker.

## Leben und Werk
Ephrussi emigrierte nach der Oktoberrevolution aus Russland nach Frankreich. Er machte 1922 seinen Abschluss in Zoologie an der Sorbonne und wurde 1932 in experimenteller Embryologie promoviert. Damals beschäftigte er sich mit dem Einfluss äußerer Stimuli auf die Entwicklung von befruchteten Seeigeleiern und mit Zellkulturen. 1934 ging er mit einem Rockefeller-Stipendium ans Caltech zu Thomas Hunt Morgan. Dort kam es zu einer Zusammenarbeit mit George Beadle über die genetische Steuerung der Augenfärbung bei Drosophila, wobei sie mit Mikropipetten und Mikromanipulatoren Organteile und Gewebe von Drosophila-Larven transplantierten. Die Zusammenarbeit wurde bei einem Aufenthalt von Beadle in Paris 1935 und von Ephrussi am Caltech 1936 fortgesetzt und war der Beginn der Ein-Gen-ein-Enzym-These, für die Beadle und Tatum den Nobelpreis bekamen.
Im Zweiten Weltkrieg war Ephrussi (der Jude war) als Flüchtling an der Johns Hopkins University. Danach kehrte er nach Frankreich zurück, wo er am „Institut de Biologie Physicochimique“ (IBPC, Rothschild Institut) in Paris und danach bei der CNRS in Gif-sur-Yvette forschte. Er wandte sich insbesondere genetischer Forschung an Weizenzellen und der Genetik außerhalb des Zellkerns (in den Mitochondrien) zu, was von seinem Schüler Piotr Slonimski und dessen Schule fortgesetzt wurde. 1966 gelang ihm mit Mary Weiss die Erzeugung von Hybriden somatischer Zellen verschiedener Spezies. Für Ephrussi war dies nur eine Weiterentwicklung von Techniken zur Erforschung der Differentiation von Zellen in der Embryonalentwicklung, die Techniken fanden aber bald darauf weite Verwendung in der Säugetier-Genetik.
Zu seinen Schülern zählt Jacques Monod.

## Auszeichnungen
- 1958: Mitglied der American Academy of Arts and Sciences
- 1961: Mitglied der National Academy of Sciences
- 1968: Goldmedaille des CNRS
- 1970: Mitglied der American Philosophical Society[2]
- 1971: Prix Charles-Léopold Mayer
- 1973: Rosenstiel Award
- 1974: Louisa-Gross-Horwitz-Preis
- 1976: Paul-Ehrlich-und-Ludwig-Darmstaedter-Preis
- 1979: Mitglied der Académie des sciences